# 墨水湖大桥
墨水湖大桥是一座位于中华人民共和国湖北省武汉市汉阳区的一座跨湖大桥。
桥梁南连武汉经济技术开发区，北接汉阳大道，并通过月湖桥与汉口区相接。该跨湖大桥全长1614.7米，跨湖面1170米。